# Uticaj mesa na ljudski organizam
Meso predstavlja deo ljudske ishrane. Meso je, uglavnom, sastavljeno od vode, proteina i masti. Predstavlja bogat izvor belančevina kojih se u mesu nalaze 17-25%, sadržaj masti se kreće u intervalu od 5-25%.
Pored toga sadrži vitamine B-grupe (niacin i riboflavin), zatim gvožđe, fosfor, kalcijum i ugljene hidrate.

### Istorija
Ljudi su lovili i ubijali životinje za meso od praistorije. Pojava civilizacije dozvolila je pripitomljavanje životinja kao što su kokoške, ovce, svinje i goveda i na kraju njihovo korišćenje u proizvodnji mesa na industrijskom nivou.

## Nepovoljni uticaji mesa po ljudski organizam
Preterano uzimanje namirnica životinjskog porekla utiču na usporenost, tromost i lenjost u organizmu, jer je sam proces varenja i asimilacije sporiji. Ukoliko se meso koje nije organskog porekla konzumira često izaziva nervozu, agresiju, depresiju i nemir. Ljudski organizam nije prilagođen niti po sistemu za preradu (vilica), ni po sistemu za varenje (želudac i creva) da konzumira meso. Nakon uzimanja mesa i prerađevina od mesa u debelom crevu se stvaraju toksične bakterije koje su strane ljudskom organizmu. Razlog za agresiju i nervozu jeste i preterana količina adrenalina koja se unosi sa mesom, jer životinja u momentu klanja doživi stres i adrenalin koji se tom prilikom stvara usled straha, ostaje u mesu. Meso se, u industriji, tretira veštačkim materijama koje boje meso (nitriti i nitrati) i što je meso starije, to je više hemikalija potrebno da se dobije sveža, crvenkasta boja.

Prilikom tovljenja, stočnoj hrani se dodaju hormoni radi bržeg sazrevanja i taj proces se nastavlja i u mesu. Konzumiranjem takvog mesa, pogotovo junetine, dečiji organizam prebrzo fiziološki sazreva. Budući da podstiče sve procese rasta, podstiče i rast ćelija raka. 
Zakrčenjem vezivnog tkiva i hormon rasta sudeluje neosporno kao uzročnik u nastanku raka a porastom hormona ubrzava se i njegov razvoj. Pored toga,  hormoni koji su dodati u ishrani stoke, dodaju se za zaustavljanje polnog nagona, utiču na pojavu ranog steriliteta kod mladih.

## Sprečavanje nepovoljnih uticaja mesa
Kako bi se sprečili ovi nepovoljni uticaji po ljudski organizam, neophodno je smanjiti unos crvenog mesa, pogotovo svinjetine, koja po strukturi tkiva podseća na ljudsko meso. Najmanje štetno za ljudski organizam je jagnjeće meso, konjsko i ćureće meso. 

## Spoljašnje veze
- Uticaj mesa na ljudski organizam